# Province ecclésiastique des Antilles et de la Guyane

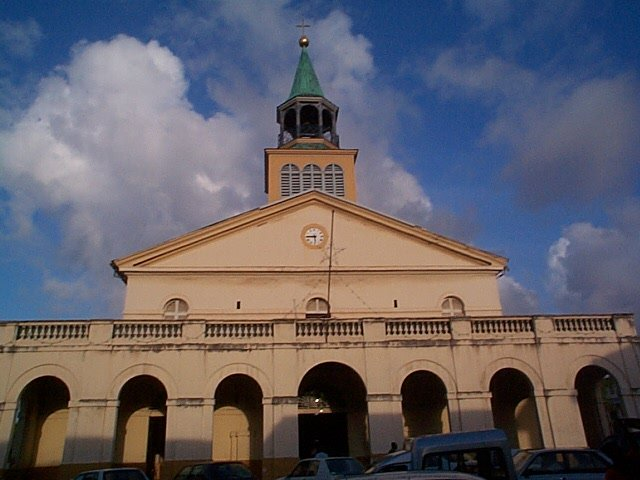
Chathedrale de Saint-Sauveur à Cayenne, en Guyanne.

La province ecclésiastique des Antilles et de la Guyane, souvent abrégée en province ecclésiastique Antilles-Guyane, est l'une des provinces ecclésiastiques de l'Église catholique en France

## Histoire
La province ecclésiastique des Antilles et de la Guyane est fondée le 26 septembre 1967 par le pape Paul VI.

## Composition
La province se compose de trois diocèses : l'archidiocèse de Saint-Pierre et Fort-de-France, couvrant la Martinique ; le diocèse de Basse-Terre et Pointe-à-Pitre, couvrant la Guadeloupe, Saint-Martin et Saint-Barthélemy ; le troisième diocèse est celui de Cayenne, couvrant la Guyane française.

## Administration
Le siège de la province se situe à l'évêché de Fort-de-France. L'archevêque de Saint-Pierre et Fort-de-France en est le métropolitain.
Les relations entre cette province et le Saint-Siège sont assurées par le délégué apostolique pour les Antilles françaises et britanniques, siégeant à Port-d'Espagne, sur l'île de Trinité.
Les trois évêques de la province font partie de la Conférence des évêques de France et de la Conférence épiscopale des Antilles.